# Grand Prix national des lettres
Il Grand prix national des lettres è stato istituito nel 1950 dal Ministero della Cultura francese per laureare uno scrittore che contribuisca alla diffusione delle lettere francesi. Il premio non è stato più attribuito dopo il 1999.

## Elenco dei premiati
- 1951: Alain (Émile Chartier)
- 1952: Valery Larbaud
- 1953: Henri Bosco
- 1954: André Billy
- 1955: Jean Schlumberger
- 1956: Alexandre Arnoux
- 1957: Louis Martin-Chauffier
- 1958: Gabriel Marcel
- 1959: Saint-John Perse[1]
- 1960: Marcel Arland
- 1961: Gaston Bachelard[2]
- 1962: Pierre Jean Jouve
- 1963: Jacques Maritain
- 1964: Jacques Audiberti
- 1965: Henri Michaux (rifiutato)[3]
- 1966: Julien Green
- 1967: Louis Guilloux
- 1968: Jean Grenier
- 1969: Jules Roy
- 1970: Maurice Genevoix
- 1971: Jean Cassou
- 1972: Henri Petit
- 1973: Jacques Madaule
- 1974: Marguerite Yourcenar
- 1975: André Dhôtel
- 1976: Armand Lunel
- 1977: Philippe Soupault
- 1978: Roger Caillois
- 1979: Marcel Brion
- 1980: Michel Leiris (rifiutato)
- 1981: Pierre Klossowski
- 1982: Nathalie Sarraute
- 1983: Jean Genet
- 1984: Jean Cayrol
- 1985: André Pieyre de Mandiargues
- 1986: Yacine Kateb
- 1987: Robert Pinget
- 1988: Maurice Nadeau
- 1989: Jean-Toussaint Desanti
- 1990: Louis-René des Forêts
- 1991: Béatrix Beck
- 1992: Louis Calaferte
- 1993: Jean Tardieu
- 1994: Dominique Rolin
- 1995: Marthe Robert
- 1996: Patrick Modiano
- 1997: non assegnato
- 1998: Michel Houellebecq e Jean Starobinski
- 1999: Réjean Ducharme e François Cochet